# رینبو بیچ، کوئینزلند
رینبو بیچ، کوئینزلند (به انگلیسی: Rainbow Beach) یک منطقهٔ مسکونی در استرالیا است که در کوئینزلند واقع شده‌است.
این شهرک به دلیل داشتن ساحل شنی از مقاصد گردشگری است و نیز محلی برای سفر به جزیره فریزر است.